# مگس‌گیر ساموآیی
مگس‌گیر ساموآیی (نام علمی: Myiagra albiventris) نام یک گونه از سرده مگس‌گیرهای نوک‌پهن است.